# Хайларское викариатство
Хайлаа́рское викариа́тство — каноническое, структурное и территориально-административное подразделение Китайской православной церкви, действовавшее в рамках Харбинской епархии.
Епархиальный центр — Хайлар

## История
Викариатство было образовано в 1934 году в составе Харбинской епархии. Викариатство имело титулярный характер: никаких канонических территорий за викарием закреплено не было. Хайларский епископ проживал в Харбине и оказывал помощь правящему архиерею по сем вопросам управления епархией.
Определением Синода от 27 декабря 1945 года вместе с другими православными архиереями Китая был принял в состав Московского Патриархата. Хайларское викариаство при этом упразднялось, а архиепископ Димитрий отзывался в Россию.

## Епископы
- 2 июня 1934 — 27 декабря 1945 — Димитрий (Вознесенский)